# Polska na Mistrzostwach Europy w Lekkoatletyce 1938
Polska na Mistrzostwach Europy w Lekkoatletyce 1938 – reprezentacja Polski podczas zawodów męskich w Paryżu oraz żeńskich w Wiedniu liczyła w sumie 15 zawodników, którym udało się zdobyć sześć medali.

## Rezultaty

### Mężczyźni
- bieg na 100 metrów
  - Bernard Zasłona odpadł w eliminacjach
- bieg na 200 metrów
  - Bernard Zasłona odpadł w półfinale
- bieg na 800 metrów
  - Wacław Gąssowski odpadł w eliminacjach
- bieg na 1500 metrów
  - Jan Staniszewski zajął 6. miejsce
- bieg na 5000 metrów
  - Józef Noji zajął 5. miejsce
- bieg na 3000 metrów z przeszkodami
  - Wacław Soldan zajął 8. miejsce
- skok o tyczce
  - Wilhelm Schneider zajął 4. miejsce
- pchnięcie kulą
  - Witold Gerutto zajął 8. miejsce
- dziesięciobój
  - Witold Gerutto zajął 2. miejsce
  - Jerzy Pławczyk zajął 6. miejsce

### Kobiety
- bieg na 100 metrów
  - Stanisława Walasiewicz zajęła 1. miejsce
  - Otylia Kałuża odpadła w eliminacjach
  - Barbara Książkiewicz odpadła w eliminacjach
- bieg na 200 metrów
  - Stanisława Walasiewicz zajęła 1. miejsce
  - Anna Jadwiga Gawrońska odpadła w eliminacjach
  - Otylia Kałuża odpadła w eliminacjach
- sztafeta 4 × 100 metrów
  - Barbara Książkiewicz, Anna Jadwiga Gawrońska, Otylia Kałuża i Stanisława Walasiewicz zajęły 2. miejsce
- skok w dal
  - Stanisława Walasiewicz zajęła 2. miejsce
  - Henryka Słomczewska zajęła 8. miejsce
- pchnięcie kulą
  - Wanda Flakowicz zajęła 3. miejsce
  - Genowefa Cejzik zajęła 7. miejsce
- rzut dyskiem
  - Genowefa Cejzik zajęła 5. miejsce
- rzut oszczepem
  - Stanisława Walasiewicz zajęła 6. miejsce